# Високе (Кам'янський район)
Висо́ке — село в Україні, у Затишнянській сільській громаді Кам'янського району Дніпропетровської області. Населення становить 33 особи.

## Географія
Село Високе розташоване за 3,5 км від лівого берега річки Базавлук, за 2 км від села Затишне. Поруч проходить автомобільна дорога Н11.

## Населення
Мова
Розподіл населення за рідною мовою за даними перепису 2001 року:
| Мова       | Кількість | Відсоток |
| ---------- | --------- | -------- |
| українська | 30        | 90.91%   |
| російська  | 3         | 9.09%    |
| Усього     | 33        | 100%     |